# 크리스 브라운
크리스 브라운(Chris Brown, 1989년 5월 5일 ~ )은 미국의 알엔비 가수 겸 배우이다. 버지니아주에서 태어났다. 그는 스스로 춤추고 노래하는 법을 어린 시절에 익혔다. 그리고 교회 성가대에 참여했고, 몇몇의 지역 탤런트 쇼에도 참여했다. 현재 자이브 레코드 (현 RCA 레코드) 소속이며, 2005년 16살에 'Run It'이라는 노래로 데뷔했으며, 빌보드 200에 상위권을 달렸다.
2007년에 발매된 'Exclucive'는 엄청난 성공 앨범이며, 싱글인 'Kiss Kiss'는 티-페인이 참여,'With You'는 빌보드차트에서 빌보드 핫 100에 상위권에 올랐다. 디럭스 앨범인 'The Forever Edition'에서는 'Forever'이 빌보드차트에서 2위를 했다. 이듬해 힙합 주간지 'RIAA'에서 플래티넘을 받았고, 릴 마마, 바우 와우 등의 싱글의 참여하며, 빌보드 차트 9위, 10위를 했다. 그는 제2의 어셔, 마이클 잭슨이라고 불린다.

## 출생
그는 버지니아주 태생이며, 어렸을 때부터 힙합, 알앤비 음악에 관심을 보였다. 13살 때 그가 아는 사람으로부터 데프콘 레코드로 픽업된다. 하지만 2달 후 그는 자이브 레코드로 옮긴다.

## 데뷔와 성공
그는 2004년 자이브 레코드로 이적한 뒤, 2005년까지 약 50곡 정도의 곡을 작업한다. 이 트랙들에는 '스콧 스터치','쿨 & 드레' 등의 유명 프로듀서들이 작곡했으며, 2005년 11월 'Chris Brown'을 발매한다. 그는 'Run It','Say Goodbyegimmie That'으로 20위 안에 들게 된다.
2007년 'Exclusive'를 발매한다. 이 앨범은 첫 주에 24만 장이 팔렸고, 빌보드 200에서 4위로 데뷔한다.
첫 싱글인 'Wall to Wall'은 핫 100에서 96위로 데뷔, 후에 22위까지 올라간다. 두 번째 싱글이자 대히트 싱글인 'Kiss Kiss'는 티-페인이 작곡했고, 참여했다. 미국, 뉴질랜드에서 모두 1위를 했고, 캐나다, 오스트레일리아 등지에서도 상위권에 있었다. 다음 싱글인 'With You'는 2위를 했고, 전 세계에 상위권 차트에 들어갔다. 특히 뉴질랜드, 싱가포르, 캐나다, 미국, 아이슬란드, 영국, 말레이시아, 오스트레일리아 등에서 10위 안에 든다.
2008년 디럭스 앨범인 'Exclusive: The Forever Edition'을 발매한다. 이 앨범에서 'Forever'이 탑차트에 들어간다. 그는 BET 2008에서 'Take You down'을 공연했다.
그는 또한 나스의 앨범에도 참여, 루다크리스, 티-페인 등의 앨범에 참여했다. 그는 2009년 영국에서 새 싱글 'Take You down'을 발매했다. 'Take You Down'은 1년 후인 2010년, 이기광이 뜨거운 형제들에서 미국춤을 춰 화제가 되었으며 한국에서는 미국춤 배경음악으로 잘 알려져 있다.

## 이슈
2009년 그는 로스앤젤레스에서 그의 여자친구인 알엔비 싱어이자 팝가수인 리한나를 구타하여 체포됐다. 이유는 '말싸움이 심해져 크리스가 그녀에게 주먹질을 한 것'이라고 밝혀졌으며, 후에 크리스티나 아길레라, 제이-지, 어셔, 카니예 웨스트, 스티브 원더 등이 그의 비매너적인 행동에 경고를 했다. 2012년에는 클럽에서 캐나다 래퍼 드레이크와 집단 몸싸움을 벌인 적도 있었다.

## 재기
비록 그가 옳지 못한 행동을 했지만 그는 다시 재기한다. 2009년 11월 15일 그는 앨범 'Graffiti'로 컴백했으며, 첫 싱글은 힙합 스타인 릴 웨인, 스위즈 비츠가 참여한 'I Can Transform Ya'이다. 이 싱글은 빌보드 100에서 16위로 픽업됐고, 현재 R&B/Rap 차트에 진입하고 있다.
앨범은 랩앨범 차트에서 1위를 거두었지만, 2달 동안 겨우 21만 장을 팔며, 그다지 성공하진 못했다.
후에 크리스 브라운은 2011년 새 앨범 'F.A.M.E.'을 발표하게 된다. 이 앨범에는 릴 웨인, 버스타 라임스, 타이가, 루다크리스, 팀발랜드, 게임 등이 참여했으며, 대표 수록곡은 'Look At Me Now', 'Yeah 3X' 등이 있다.
2012년 또 다시 그는 'Fortune'이라는 앨범을 가지고 나온다. 나스, 빅 숀, 위즈 칼리파 등이 앨범 작업에 참여했다. 그는 앨범 발매에 앞서 'Turn Up the Music'이라는 곡을 싱글로 먼저 냈는데 이 곡은 강한 클럽 사운드가 특징이다.

## 음반목록

### 정규 음반
- 2005년 11월: Chris Brown
- 2007년 11월: Exclusive
- 2009년 12월: Graffiti
- 2011년 3월: F.A.M.E.
- 2012년 7월: Fortune
- 2014년 9월: X
- 2015년 12월: Royalty
- 2017년 10월: Heartbreak on a Full Moon

## 수상내역
2008년
총 수상: 1
- MTV 비디오 뮤직 어워드 / 베스트 남자비디오상

## 같이 보기
- 가장 많은 음반을 판 음악가 목록